# غروب وشروق (فلم)
غروب وشروق فيلم مصري سياسي من إنتاج عام 1970 وإخراج كمال الشيخ، بطولة سعاد حسني وصلاح ذو الفقار ورشدي أباظة ومحمود المليجي وإبراهيم خان. هو ضمن قائمة أفضل مئة فيلم في تاريخ السينما المصرية.

## قصة الفيلم
تقع الأحداث في أوائل عام 1952 حيث تنتشر المنظمات الوطنية السرية في جميع أنحاء البلاد. ويرأس إحدى هذه التنظيمات أمين عاكف بهدف الإطاحة بالملك وأعوانه كعزمي باشا رئيس الشرطة، وكان لدا أمين صديقان هما عصام وسمير، وكان سمير متزوجا من مديحة ابنة عزمي باشا التي كانت تتخيل أنها تستطيع العيش خارج سيطرة والدها، فتطلب من زوجها العيش بمفرده خارج أسوار القصر، ولكن والدها يرفض ذلك.
بعد إخماد حريق القاهرة في يناير 1952. يطمئن عزمي باشا إلى أن الوضع قد تم السيطرة عليه وأنه لا يوجد خطر، ثم يحدث شجار بين مديحة وسمير لعدم قدرته على إقناع والدها بمغادرة القصر. تشعر مديحة بالملل من سفر زوجها في إحدى رحلاته. وتتصل بأحد أصدقاءه عبر الهاتف، وهو عصام الذي تعرف بأن لديه العديد من العلاقات النسائية، ظنًا منها أنه نوع من التغيير لملل ورتابة حياتها، وتذهب إليه في شقته، ثم يتركها لشراء بعض المستلزمات المنزلية، ولكن تصدمه سيارة ويتم نقله إلى المستشفى ويبحث عن أحد أصدقائه لإخراج المرأة الموجودة بشقته، وكان أمين مشغولاً وللأسف سمير فقط كان متاحًا للمساعدة الذي وصل إلى المستشفى وأخبره عصام بما حدث وطلب منه الإفراج عن هذه المرأة دون أن يعلم أنها زوجته، ويتفاجأ سمير بإيجاد زوجته في منزل أعز أصدقائه، وطلقها بعد أن اعتدى عليها أمام والدها الذي خطط لحادث قتل سمير.
أمين وعصام شعرا بصدمة بعد اغتيال صديقهما، وفي الوقت الذي كانا فيه حزينين على فقدان أعز أصدقائهما، حاول عزمي باشا أن يضغط على عصام للزواج من ابنته مديحة لمحاولة تجنب الفضيحة ويرى أمين أنها فرصة عظيمة لإختراق قصر عزمي باشا، وبالفعل يتزوج عصام من مديحة ويسكن في القصر.
عصام ينقل أسرار الباشا للمنظمة الوطنية من خزينته الخاصة ويطبعها أمين على شكل مذكرات ويوزعها في كل مكان حتى تصل إلى السراي، وتطالبه السراي بتقديم استقالته فيحاول عزمي باشا ضرب العناصر المعارضة له من خلال عصام وأمين لكنه لم ينجح، وفي النهاية يعتقل عزمي باشا وأثناء الوداع، يخبر عصام مديحة عن مدى حبه لها، لكنها تطلب أن يفترقا إلى الأبد، يغادر مع أمين وينظمون لقائهم المقبل في المنظمة الوطنية.

## الممثلون
| - سعاد حسني: مديحة - صلاح ذو الفقار: أمين عاكف - رشدي أباظة: عصام - محمود المليجي: عزمي باشا - إبراهيم خان: سمير - نادية سيف النصر: شريفة هانم - كمال ياسين: أشرف البحيري - محمد الدفراوي: فريد مكرم | - صلاح نظمي - جاذبية فؤاد - عدوى غيث - حلمى هلالى - حسن اتلة - ميمي جمال - زيزي مصطفى - رباب |

## روابط خارجية
- مقالات تستعمل روابط فنية بلا صلة مع ويكي بيانات